# يوشيهيرو ناكامورا
يوشيهيرو ناكامورا (باليابانية: 中村義洋؛ بالكانا: なかむら よしひろ) هو كاتب سيناريو ومخرج ياباني، ولد في 25 أغسطس 1970 في إيباراكي في اليابان.

## وصلات خارجية
- يوشيهيرو ناكامورا على موقع IMDb (الإنجليزية)
- يوشيهيرو ناكامورا على موقع ألو سيني (الفرنسية)
- يوشيهيرو ناكامورا على موقع أول موفي (الإنجليزية)
- يوشيهيرو ناكامورا على موقع قاعدة بيانات الفيلم (الإنجليزية)
- يوشيهيرو ناكامورا على موقع كينوبويسك (الروسية)